# Katarzyna Klata
Katarzyna Klata (Sochaczew, 18 de octubre de 1972) es una deportista polaca que compitió en tiro con arco, en la modalidad de arco recurvo.
Participó en los Juegos Olímpicos de Atlanta 1996, obteniendo una medalla de bronce en la prueba por equipo (junto con Iwona Dzięcioł y Joanna Nowicka). Ganó una medalla de plata en el Campeonato Europeo de Tiro con Arco en Sala de 1998, en la prueba individual.

## Palmarés internacional
| Juegos Olímpicos           | Juegos Olímpicos         | Juegos Olímpicos  | Juegos Olímpicos |
| Año                        | Lugar                    | Medalla           | Prueba           |
| -------------------------- | ------------------------ | ----------------- | ---------------- |
| 1996                       | Atlanta (Estados Unidos) | Medalla de bronce | Equipo           |
| Campeonato Europeo en Sala |                          |                   |                  |
| Año                        | Lugar                    | Medalla           | Prueba           |
| 1998                       | Oldenburgo (Alemania)    | Medalla de plata  | Individual       |